# かわいしのぶ
かわい しのぶ（女性、1971年9月10日 - ）は日本のベーシスト、著作家、イラストレーター。
1994年、Super Junky Monkeyの一員として、Sony Recordsからメジャー・デビュー。
回文とイラストレーションを駆使した書籍『回文堂』（新潮文庫）の作者。遠藤賢司、真心ブラザーズ、友部正人、矢井田瞳、柴草玲、倖田來未らのレコーディング、ライブをサポート。CM音楽でもベーシストとして活動。
柴草玲とのユニット「マドモアゼル玲とシノブプレ」などいくつかのバンドやユニットで活動。

## 経歴
1971年9月10日、東京都生まれ。
1987年、高校1年からベースを始める。1991年、MUTSUMI（高橋睦、ボーカル）、KEIKO（ギター）、まつだっっ!!（ドラムス）とSuper Junky Monkey結成。1994年、同バンドでSony Recordsからメジャー・デビュー。
1996年からベース専門誌に「ある日の絵日記」を連載スタート。著作家としての活動を始める。
1999年、SUPER JUNKY MONKEY 活動休止。以後、フリーランスのベーシストとして、様々なアーティストのライブ、レコーディングをサポート。
2003年2月、新潮文庫より『回文堂』刊行。2004年7月・8月、都内でイラスト個展開催。
2007年、GRACE主演、井上都紀監督の映画『大地を叩く女』に柴草玲、長見順らと出演。
2009年8月、新潮ケータイ文庫にて「回文堂」新連載スタート。

## 著書
- 回文堂（新潮文庫、2003年2月）

## 参加ユニット
- マドモアゼル玲とシノブプレ（柴草玲、かわいしのぶ<ベース、ボーカル> ）
- パンチの効いたブルース!（長見順、GRACE、かわいしのぶ）
- ミュージック・ヘアー（大西ユカリ・長見順・柴草玲・GRACE・あのゆかり・かわいしのぶ）
- tricomi（水谷紹、Whacho、かわいしのぶ）
- BLUE MOVEe（うつみようこ、坂本ミツワ、小関純匡、かわいしのぶ）
- 新井田耕造トリオ（新井田耕造、吉森信、かわいしのぶ）
- トリオねじ（加藤崇之、藤掛正隆、かわいしのぶ）
- しぶやさんといっしょ（渋谷毅、藤ノ木みか、外山明、かわいしのぶ）